# Delko
DELKO (Kod UCI: DKO) – francuska (w sezonie 2011 łotewska) grupa kolarska funkcjonująca na szczeblu zawodowym od 2011 (wcześniej jako grupa amatorska) do 2021. W latach 2011–2015 znajdowała się w dywizji UCI Continental Teams, a od 2016 do 2021 należała do UCI Professional Continental Teams.
Zespół wpadł w problemy finansowe w 2020, przed kolejnym sezonem tracąc wsparcie dwóch sponsorów tytularnych (Nippo oraz One Provence). Ostatecznie w październiku 2021 ze względów finansowych zakończył swoją działalność.

## Nazwa grupy w poszczególnych latach
Opracowano na podstawie:
| lata      | nazwa                        |
| --------- | ---------------------------- |
| 1974–1999 | Vélo-Club La Pomme           |
| 2000–2011 | Vélo-Club La Pomme Marseille |
| 2012–2013 | La Pomme Marseille           |
| 2014      | Team La Pomme Marseille 13   |
| 2015      | Team Marseille 13 KTM        |
| 2016–2018 | Delko Marseille Provence KTM |
| 2019      | Delko Marseille Provence     |
| 2020      | Nippo Delko One Provence     |
| 2021      | Delko                        |

## Sezony

### 2021

#### Skład
| Skład drużyny 2021             | Skład drużyny 2021   | Skład drużyny 2021 | Skład drużyny 2021                         |
| Imię i nazwisko                | Data urodzenia       | Państwo            | Poprzednia grupa                           |
| ------------------------------ | -------------------- | ------------------ | ------------------------------------------ |
| Pierre Barbier                 | 25 września 1997     | Francja            | Natura4Ever-Roubaix Lille Métropole (2019) |
| Clément Berthet (1 sty–31 lip) | 2 sierpnia 1997      | Francja            | Vélo Club Ornans (2020)                    |
| Clément Carisey                | 23 marca 1992        | Francja            | Israel Cycling Academy (2019)              |
| Lucas De Rossi                 | 16 sierpnia 1995     | Francja            |                                            |
| Yakob Debesay                  | 28 czerwca 1999      | Erytrea            | Équipe continentale Groupama-FDJ (2020)    |
| Alexandre Delettre             | 25 października 1997 | Francja            | VC Villefranche Beaujolais (2020)          |
| José Manuel Díaz               | 18 stycznia 1995     | Hiszpania          | Team Vorarlberg-Santic (2019)              |
| Alessandro Fedeli              | 2 marca 1996         | Włochy             | Trevigiani-Phonix-Hemus 1896 (2018)        |
| Delio Fernández                | 17 lutego 1986       | Hiszpania          | W52-Quinta da Lixa (2015)                  |
| Mauro Finetto                  | 10 maja 1985         | Włochy             | Unieuro Wilier (2016)                      |
| Biniam Girmay (1 sty–31 maj)   | 2 kwietnia 2000      | Erytrea            | World Cycling Centre (2019)                |
| José Gonçalves                 | 13 lutego 1989       | Portugalia         | Katusha-Alpecin (2019)                     |
| Eduard-Michael Grosu           | 4 września 1992      | Rumunia            | Nippo-Vini Fantini-Europa Ovini (2018)     |
| Mulu Hailemichael              | 12 stycznia 1999     | Etiopia            | Dimension Data for Qhubeka (2019)          |
| August Jensen                  | 29 sierpnia 1991     | Norwegia           | Riwal Securitas (2020)                     |
| Justin Jules                   | 20 września 1986     | Francja            | Wallonie Bruxelles (2019)                  |
| Mathias Le Turnier             | 14 marca 1995        | Francja            | Cofidis (2020)                             |
| Atsushi Oka (1 sty–28 kwi)     | 3 września 1995      | Japonia            | Utsunomiya Blitzen (2019)                  |
| Eduard Prades                  | 9 sierpnia 1987      | Hiszpania          | Movistar Team (2020)                       |
| Dušan Rajović                  | 19 listopada 1997    | Serbia             | Adria Mobil (2019)                         |
| Evaldas Šiškevicius            | 30 grudnia 1988      | Litwa              | Sojasun (2013)                             |
| Julien Trarieux                | 19 sierpnia 1992     | Francja            | AVC Aix-en-Provence (2017)                 |
|                                |                      |                    |                                            |
| Źródło: ProCyclingStats        |                      |                    |                                            |

#### Zwycięstwa
| Zwycięstwa       | Zwycięstwa                                                  | Zwycięstwa | Zwycięstwa | Zwycięstwa          | Zwycięstwa |
| Data             | Wyścig                                                      | Państwo    | Kategoria  | Zwycięzca           |            |
| ---------------- | ----------------------------------------------------------- | ---------- | ---------- | ------------------- | ---------- |
| 15 kwi           | Presidential Cycling Tour of Turkey, 5. etap                | Turcja     | 2.Pro      | José Manuel Díaz    |            |
| 18 kwietnia 2021 | Presidential Cycling Tour of Turkey, klasyfikacja generalna | Turcja     | 2.Pro      | José Manuel Díaz    |            |
| 17 cze           | Mistrzostwa Litwy – jazda indywidualna na czas              | Litwa      | CN         | Evaldas Šiškevicius |            |
| 27 sierpnia 2021 | Tour du Poitou-Charentes, klasyfikacja generalna            | Francja    | 2.1        | Connor Swift        |            |

### 2020

#### Skład
| Skład drużyny 2020                   | Skład drużyny 2020   | Skład drużyny 2020 | Skład drużyny 2020                         |
| Imię i nazwisko                      | Data urodzenia       | Państwo            | Poprzednia grupa                           |
| ------------------------------------ | -------------------- | ------------------ | ------------------------------------------ |
| Pierre Barbier                       | 25 września 1997     | Francja            | Natura4Ever-Roubaix Lille Métropole (2019) |
| Fumiyuki Beppu                       | 10 kwietnia 1983     | Japonia            | Trek-Segafredo (2019)                      |
| Romain Combaud                       | 1 kwietnia 1991      | Francja            | Armée de terre (2015)                      |
| Lucas De Rossi                       | 16 sierpnia 1995     | Francja            |                                            |
| José Manuel Díaz                     | 18 stycznia 1995     | Hiszpania          | Team Vorarlberg-Santic (2019)              |
| Julien El Fares                      | 1 czerwca 1985       | Francja            | Sojasun (2013)                             |
| Alessandro Fedeli                    | 2 marca 1996         | Włochy             | Trevigiani-Phonix-Hemus 1896 (2018)        |
| Delio Fernández                      | 17 lutego 1986       | Hiszpania          | W52-Quinta da Lixa (2015)                  |
| Mauro Finetto                        | 10 maja 1985         | Włochy             | Unieuro Wilier (2016)                      |
| Biniam Girmay                        | 2 kwietnia 2000      | Erytrea            | World Cycling Centre (2019)                |
| José Gonçalves                       | 13 lutego 1989       | Portugalia         | Katusha-Alpecin (2019)                     |
| Eduard-Michael Grosu                 | 4 września 1992      | Rumunia            | Nippo-Vini Fantini-Europa Ovini (2018)     |
| Mulu Hailemichael                    | 12 stycznia 1999     | Etiopia            | Dimension Data for Qhubeka (2019)          |
| Masahiro Ishigami                    | 20 października 1997 | Japonia            | AVC Aix-en-Provence (2019)                 |
| Justin Jules                         | 20 września 1986     | Francja            | Wallonie Bruxelles (2019)                  |
| Riccardo Minali                      | 19 kwietnia 1995     | Włochy             | Israel Cycling Academy (2019)              |
| Hideto Nakane                        | 2 maja 1990          | Japonia            | Nippo-Vini Fantini-Faizanè (2019)          |
| Ramūnas Navardauskas                 | 30 stycznia 1988     | Litwa              | Bahrain-Merida (2018)                      |
| Atsushi Oka                          | 3 września 1995      | Japonia            | Utsunomiya Blitzen (2019)                  |
| Dušan Rajović                        | 19 listopada 1997    | Serbia             | Adria Mobil (2019)                         |
| Rémy Rochas                          | 18 maja 1996         | Francja            | Bourg-en-Bresse Ain Cyclisme (2018)        |
| Evaldas Šiškevicius                  | 30 grudnia 1988      | Litwa              | Sojasun (2013)                             |
| Julien Trarieux                      | 19 sierpnia 1992     | Francja            | AVC Aix-en-Provence (2017)                 |
| Simon Carr (1 sie–31 gru, stażysta)  | 29 sierpnia 1998     | Wielka Brytania    | AVC Aix-en-Provence (2019)                 |
| Axel Zingle (1 sie–31 gru, stażysta) | 18 grudnia 1998      | Francja            | Club Cycliste d'Étupes (2020)              |
|                                      |                      |                    |                                            |
| Źródło: ProCyclingStats              |                      |                    |                                            |

#### Zwycięstwa
| Zwycięstwa | Zwycięstwa                           | Zwycięstwa | Zwycięstwa | Zwycięstwa        | Zwycięstwa |
| Data       | Wyścig                               | Państwo    | Kategoria  | Zwycięzca         |            |
| ---------- | ------------------------------------ | ---------- | ---------- | ----------------- | ---------- |
| 22 sty     | La Tropicale Amissa Bongo, 3. etap   | Gabon      | 2.1        | Biniam Girmay     |            |
| 25 sty     | La Tropicale Amissa Bongo, 6. etap   | Gabon      | 2.1        | Biniam Girmay     |            |
| 12 lut     | Tour de Langkawi, 6. etap            | Malezja    | 2.Pro      | Hideto Nakane     |            |
| 24 lut     | Tour du Rwanda, 2. etap              | Rwanda     | 2.1        | Mulu Hailemichael |            |
| 1 mar      | Tour du Rwanda, 8. etap              | Rwanda     | 2.1        | José Manuel Díaz  |            |
| 21 sie     | Tour du Limousin, 4. etap            | Francja    | 2.1        | Alessandro Fedeli |            |
| 12 paź     | Prueba Villafranca-Ordiziako Klasika | Hiszpania  | 1.1        | Simon Carr        |            |

### 2019

#### Skład
| Skład drużyny 2019                          | Skład drużyny 2019   | Skład drużyny 2019 | Skład drużyny 2019                                       |
| Imię i nazwisko                             | Data urodzenia       | Państwo            | Poprzednia grupa                                         |
| ------------------------------------------- | -------------------- | ------------------ | -------------------------------------------------------- |
| Joseph Areruya                              | 1 stycznia 1996      | Rwanda             | Dimension Data for Qhubeka (2018)                        |
| Romain Combaud                              | 1 kwietnia 1991      | Francja            | Armée de terre (2015)                                    |
| Lucas De Rossi                              | 16 sierpnia 1995     | Francja            |                                                          |
| Julien El Fares                             | 1 czerwca 1985       | Francja            | Sojasun (2013)                                           |
| Alessandro Fedeli                           | 2 marca 1996         | Włochy             | Trevigiani-Phonix-Hemus 1896 (2018)                      |
| Delio Fernández                             | 17 lutego 1986       | Hiszpania          | W52-Quinta da Lixa (2015)                                |
| Iuri Filosi                                 | 17 stycznia 1992     | Włochy             | Nippo-Vini Fantini (2017)                                |
| Mauro Finetto                               | 10 maja 1985         | Włochy             | Unieuro Wilier (2016)                                    |
| Eduard-Michael Grosu                        | 4 września 1992      | Rumunia            | Nippo-Vini Fantini-Europa Ovini (2018)                   |
| Alexis Guérin                               | 6 czerwca 1992       | Francja            | VC Rouen 76 (2017)                                       |
| Brenton Jones                               | 12 grudnia 1991      | Australia          | JLT Condor (2017)                                        |
| Przemysław Kasperkiewicz                    | 1 marca 1994         | Polska             | An Post-ChainReaction (2017) missing qualifiers by rider |
| Jérémy Leveau                               | 17 kwietnia 1992     | Francja            | Roubaix Lille Métropole (2017)                           |
| Javier Moreno                               | 18 lipca 1984        | Hiszpania          | Bahrain-Merida (2017)                                    |
| Ramūnas Navardauskas                        | 30 stycznia 1988     | Litwa              | Bahrain-Merida (2018)                                    |
| Rémy Rochas                                 | 18 maja 1996         | Francja            | Bourg-en-Bresse Ain Cyclisme (2018)                      |
| Fabien Schmidt                              | 23 marca 1989        | Francja            | Sojasun (2013)                                           |
| Evaldas Šiškevicius                         | 30 grudnia 1988      | Litwa              | Sojasun (2013)                                           |
| Julien Trarieux                             | 19 sierpnia 1992     | Francja            | AVC Aix-en-Provence (2017)                               |
| Simon Carr (1 sie–31 gru, stażysta)         | 29 sierpnia 1998     | Wielka Brytania    | Occitane CF (2018)                                       |
| Alexandre Delettre (1 sie–31 gru, stażysta) | 25 października 1997 | Francja            |                                                          |
| Mickaël Guichard (1 sie–31 gru, stażysta)   | 29 sierpnia 1993     | Francja            | Océane Top 16 (2017)                                     |
|                                             |                      |                    |                                                          |
| Źródło: ProCyclingStats                     |                      |                    |                                                          |

Przypis: Przemysław Kasperkiewicz missing qualifiers by rider

#### Zwycięstwa
| Zwycięstwa | Zwycięstwa                                           | Zwycięstwa | Zwycięstwa | Zwycięstwa               | Zwycięstwa |
| Data       | Wyścig                                               | Państwo    | Kategoria  | Zwycięzca                |            |
| ---------- | ---------------------------------------------------- | ---------- | ---------- | ------------------------ | ---------- |
| 24 lut     | Tour du Rwanda, 1. etap                              | Rwanda     | 2.1        | Alessandro Fedeli        |            |
| 1 mar      | Tour du Rwanda, 6. etap                              | Rwanda     | 2.1        | Przemysław Kasperkiewicz |            |
| 10 cze     | Ronde van Limburg                                    | Belgia     | 1.1        | Eduard-Michael Grosu     |            |
| 22 cze     | Rwanda National Road Cycling Championships - Men ITT | Rwanda     | CN         | Joseph Areruya           |            |
| 30 cze     | Mistrzostwa Litwy – start wspólny                    | Litwa      | CN         | Ramūnas Navardauskas     |            |
| 15 lip     | Tour of Qinghai Lake, 2. etap                        | Chiny      | 2.HC       | Brenton Jones            |            |
| 16 lip     | Tour of Qinghai Lake, 3. etap                        | Chiny      | 2.HC       | Eduard-Michael Grosu     |            |
| 19 lip     | Tour of Qinghai Lake, 6. etap                        | Chiny      | 2.HC       | Eduard-Michael Grosu     |            |
| 19 wrz     | Okolo Slovenska, 2. etap                             | Słowacja   | 2.1        | Eduard-Michael Grosu     |            |
| 2 paź      | Tour of Croatia, 2. etap                             | Chorwacja  | 2.1        | Eduard-Michael Grosu     |            |
| 6 paź      | Tour of Croatia, 6. etap                             | Chorwacja  | 2.1        | Alessandro Fedeli        |            |
| 14 paź     | Tour of Taihu Lake, 5. etap                          | Chiny      | 2.1        | Brenton Jones            |            |

### 2018

#### Skład
| Skład drużyny 2018                         | Skład drużyny 2018   | Skład drużyny 2018 | Skład drużyny 2018                                       |
| Imię i nazwisko                            | Data urodzenia       | Państwo            | Poprzednia grupa                                         |
| ------------------------------------------ | -------------------- | ------------------ | -------------------------------------------------------- |
| Romain Combaud                             | 1 kwietnia 1991      | Francja            | Armée de terre (2015)                                    |
| Lucas De Rossi                             | 16 sierpnia 1995     | Francja            |                                                          |
| Rémy Di Grégorio (1 sty–26 maj)            | 31 lipca 1985        | Francja            | Martigues Sport Cyclisme (2013)                          |
| Julien El Fares                            | 1 czerwca 1985       | Francja            | Sojasun (2013)                                           |
| Delio Fernández                            | 17 lutego 1986       | Hiszpania          | W52-Quinta da Lixa (2015)                                |
| Iuri Filosi                                | 17 stycznia 1992     | Włochy             | Nippo-Vini Fantini (2017)                                |
| Mauro Finetto                              | 10 maja 1985         | Włochy             | Unieuro Wilier (2016)                                    |
| Brenton Jones                              | 12 grudnia 1991      | Australia          | JLT Condor (2017)                                        |
| Przemysław Kasperkiewicz                   | 1 marca 1994         | Polska             | An Post-ChainReaction (2017) missing qualifiers by rider |
| Jérémy Leveau                              | 17 kwietnia 1992     | Francja            | Roubaix Lille Métropole (2017)                           |
| Ángel Madrazo                              | 30 lipca 1988        | Hiszpania          | Caja Rural-Seguros RGA (2016)                            |
| Yannick Martinez                           | 4 maja 1988          | Francja            | Team Europcar (2015)                                     |
| Nikołaj Michajłow                          | 8 kwietnia 1988      | Bułgaria           | CCC Sprandi Polkowice (2017)                             |
| Javier Moreno                              | 18 lipca 1984        | Hiszpania          | Bahrain-Merida (2017)                                    |
| Jhon Anderson Rodríguez (1 sty–28 maj)     | 12 października 1996 | Kolumbia           | EPM-Tigo-Une-Área Metropolitana (2016)                   |
| Evaldas Šiškevicius                        | 30 grudnia 1988      | Litwa              | Sojasun (2013)                                           |
| Gatis Smukulis                             | 15 kwietnia 1987     | Łotwa              | Astana (2016)                                            |
| Julien Trarieux                            | 19 sierpnia 1992     | Francja            | AVC Aix-en-Provence (2017)                               |
| Joseph Areruya (11 mar–31 gru)             | 1 stycznia 1996      | Rwanda             | Dimension Data for Qhubeka (2018)                        |
| Alexis Guérin (1 lip–31 gru)               | 6 czerwca 1992       | Francja            | VC Rouen 76 (2017)                                       |
| Alessandro Fedeli (1 sie–31 gru, stażysta) | 2 marca 1996         | Włochy             | Colpack (2017)                                           |
| Rémy Rochas (1 sie–31 gru, stażysta)       | 18 maja 1996         | Francja            | Chambéry CF (2017)                                       |
| Robin Meyer (1 sie–31 gru, stażysta)       | 22 marca 1996        | Francja            |                                                          |
|                                            |                      |                    |                                                          |
| Źródło: ProCyclingStats                    |                      |                    |                                                          |

Przypis: Przemysław Kasperkiewicz missing qualifiers by rider

#### Zwycięstwa
| Zwycięstwa       | Zwycięstwa                              | Zwycięstwa                   | Zwycięstwa | Zwycięstwa       | Zwycięstwa |
| Data             | Wyścig                                  | Państwo                      | Kategoria  | Zwycięzca        |            |
| ---------------- | --------------------------------------- | ---------------------------- | ---------- | ---------------- | ---------- |
| 16 sty           | La Tropicale Amissa Bongo, 2. etap      | Gabon                        | 2.1        | Brenton Jones    |            |
| 19 sty           | La Tropicale Amissa Bongo, 5. etap      | Gabon                        | 2.1        | Brenton Jones    |            |
| 27 stycznia 2018 | Tour of Sharjah, klasyfikacja generalna | Zjednoczone Emiraty Arabskie | 2.1        | Javier Moreno    |            |
| 10 lut           | Tour de La Provence, 2. etap            | Francja                      | 2.1        | Rémy Di Grégorio |            |
| 13 maja 2018     | Vuelta a Aragón, klasyfikacja generalna | Hiszpania                    | 2.1        | Javier Moreno    |            |
| 19 maj           | Tour de l’Ain, 2. etap                  | Francja                      | 2.1        | Javier Moreno    |            |
| 23 lip           | Tour of Qinghai Lake, 2. etap           | Chiny                        | 2.HC       | Brenton Jones    |            |

### 2017

#### Skład
| Skład drużyny 2017                        | Skład drużyny 2017   | Skład drużyny 2017 | Skład drużyny 2017                     |
| Imię i nazwisko                           | Data urodzenia       | Państwo            | Poprzednia grupa                       |
| ----------------------------------------- | -------------------- | ------------------ | -------------------------------------- |
| Mikel Aristi                              | 28 maja 1993         | Hiszpania          | Fundación Euskadi-EDP (2015)           |
| Romain Combaud                            | 1 kwietnia 1991      | Francja            | Armée de terre (2015)                  |
| Rémy Di Grégorio                          | 31 lipca 1985        | Francja            | Martigues Sport Cyclisme (2013)        |
| Daniel Díaz                               | 7 lipca 1989         | Argentyna          | Funvic-São José dos Campos (2015)      |
| Julien El Fares                           | 1 czerwca 1985       | Francja            | Sojasun (2013)                         |
| Delio Fernández                           | 17 lutego 1986       | Hiszpania          | W52-Quinta da Lixa (2015)              |
| Mauro Finetto                             | 10 maja 1985         | Włochy             | Unieuro Wilier (2016)                  |
| Benjamin Giraud                           | 23 stycznia 1986     | Francja            | AVC Aix-en-Provence (2010)             |
| Thierry Hupond                            | 10 listopada 1984    | Francja            | Giant-Alpecin (2015)                   |
| Asbjørn Kragh Andersen                    | 9 kwietnia 1992      | Dania              | Trefor-Blue Water (2015)               |
| Martin Laas                               | 15 września 1993     | Estonia            | Pro Immo Nicolas Roux (2015)           |
| Romain Lemarchand                         | 26 lipca 1987        | Francja            | Stölting Service Group (2016)          |
| Ángel Madrazo                             | 30 lipca 1988        | Hiszpania          | Caja Rural-Seguros RGA (2016)          |
| Yannick Martinez                          | 4 maja 1988          | Francja            | Team Europcar (2015)                   |
| Quentin Pacher                            | 6 stycznia 1992      | Francja            | Armée de terre (2015)                  |
| Jhon Anderson Rodríguez                   | 12 października 1996 | Kolumbia           | EPM-Tigo-Une-Área Metropolitana (2016) |
| Evaldas Šiškevicius                       | 30 grudnia 1988      | Litwa              | Sojasun (2013)                         |
| Gatis Smukulis                            | 15 kwietnia 1987     | Łotwa              | Astana (2016)                          |
| Jonathan Couanon (1 sie–31 gru, stażysta) | 8 kwietnia 1997      | Francja            | VC La Pomme Marseille (2017)           |
| Benjamin Dyball (1 sie–31 gru, stażysta)  | 20 kwietnia 1989     | Australia          | AC Bisontine (2016)                    |
| Emīls Liepiņš (1 sie–31 gru, stażysta)    | 29 października 1992 | Łotwa              | Rietumu Banka-Riga (2017)              |
|                                           |                      |                    |                                        |
| Źródła: ProCyclingStats Cycling Quotient  |                      |                    |                                        |

#### Zwycięstwa
| Zwycięstwa   | Zwycięstwa                                   | Zwycięstwa | Zwycięstwa | Zwycięstwa      | Zwycięstwa |
| Data         | Wyścig                                       | Państwo    | Kategoria  | Zwycięzca       |            |
| ------------ | -------------------------------------------- | ---------- | ---------- | --------------- | ---------- |
| 25 lut       | Classic de l’Ardèche                         | Francja    | 1.1        | Mauro Finetto   |            |
| 27 lut       | La Tropicale Amissa Bongo, 1. etap           | Gabon      | 2.1        | Mikel Aristi    |            |
| 8 lipca 2017 | Österreich-Rundfahrt, klasyfikacja generalna | Austria    | 2.1        | Delio Fernández |            |

### 2016

#### Skład
| Skład drużyny 2016                          | Skład drużyny 2016   | Skład drużyny 2016 | Skład drużyny 2016                  |
| Imię i nazwisko                             | Data urodzenia       | Państwo            | Poprzednia grupa                    |
| ------------------------------------------- | -------------------- | ------------------ | ----------------------------------- |
| Mikel Aristi                                | 28 maja 1993         | Hiszpania          | Fundación Euskadi-EDP (2015)        |
| Romain Combaud                              | 1 kwietnia 1991      | Francja            | Armée de terre (2015)               |
| Rémy Di Grégorio                            | 31 lipca 1985        | Francja            | Martigues Sport Cyclisme (2013)     |
| Daniel Díaz                                 | 7 lipca 1989         | Argentyna          | Funvic-São José dos Campos (2015)   |
| Leonardo Duque                              | 10 kwietnia 1980     | Kolumbia           | Colombia (2015)                     |
| Julien El Fares                             | 1 czerwca 1985       | Francja            | Sojasun (2013)                      |
| Delio Fernández                             | 17 lutego 1986       | Hiszpania          | W52-Quinta da Lixa (2015)           |
| Fredrik Strand Galta                        | 19 października 1992 | Norwegia           | Coop-Øster Hus (2015)               |
| Benjamin Giraud                             | 23 stycznia 1986     | Francja            | AVC Aix-en-Provence (2010)          |
| Thierry Hupond                              | 10 listopada 1984    | Francja            | Giant-Alpecin (2015)                |
| Asbjørn Kragh Andersen                      | 9 kwietnia 1992      | Dania              | Trefor-Blue Water (2015)            |
| Martin Laas                                 | 15 września 1993     | Estonia            | Pro Immo Nicolas Roux (2015)        |
| Christophe Laborie                          | 5 sierpnia 1986      | Francja            | Bretagne-Séché Environnement (2015) |
| Yannick Martinez                            | 4 maja 1988          | Francja            | Team Europcar (2015)                |
| Quentin Pacher                              | 6 stycznia 1992      | Francja            | Armée de terre (2015)               |
| Evaldas Šiškevicius                         | 30 grudnia 1988      | Litwa              | Sojasun (2013)                      |
| Lucas De Rossi (1 sie–31 gru, stażysta)     | 16 sierpnia 1995     | Francja            |                                     |
| Sofiane Merignat (1 sie–31 gru, stażysta)   | 29 kwietnia 1997     | Francja            |                                     |
| Thomas Vaubourzeix (1 sie–31 gru, stażysta) | 16 czerwca 1989      | Francja            | Lupus Racing (2016)                 |
|                                             |                      |                    |                                     |
| Źródła: ProCyclingStats Cycling Archives    |                      |                    |                                     |

#### Zwycięstwa
| Zwycięstwa        | Zwycięstwa               | Zwycięstwa | Zwycięstwa     | Zwycięstwa             | Zwycięstwa |
| Data              | Wyścig                   | Państwo    | Kategoria      | Zwycięzca              |            |
| ----------------- | ------------------------ | ---------- | -------------- | ---------------------- | ---------- |
| 3 wrz             | Tour des Fjords, 4. etap | Norwegia   | 2.1            | Asbjørn Kragh Andersen |            |
| 13 listopada 2016 | zawody sportowe          | Chiny      | Leonardo Duque |                        |            |

### 2015

#### Skład
| Skład drużyny 2015                    | Skład drużyny 2015 | Skład drużyny 2015 | Skład drużyny 2015               |
| Imię i nazwisko                       | Data urodzenia     | Państwo            | Poprzednia grupa                 |
| ------------------------------------- | ------------------ | ------------------ | -------------------------------- |
| Alexandre Blain                       | 7 marca 1981       | Francja            | Team Raleigh-GAC (2014)          |
| Rémy Di Grégorio                      | 31 lipca 1985      | Francja            | Martigues Sport Cyclisme (2013)  |
| Julien El Fares                       | 1 czerwca 1985     | Francja            | Sojasun (2013)                   |
| Benjamin Giraud                       | 23 stycznia 1986   | Francja            | AVC Aix-en-Provence (2010)       |
| Ignatas Konovalovas                   | 8 grudnia 1985     | Litwa              | MTN-Qhubeka (2014)               |
| Julien Loubet                         | 11 stycznia 1985   | Francja            | GSC Blagnac Vélo Sport 31 (2014) |
| Yoann Paillot                         | 28 maja 1991       | Francja            | Top 16 (2012)                    |
| Clément Penven                        | 27 stycznia 1989   | Francja            | AVC Aix-en-Provence (2014)       |
| Clément Saint-Martin                  | 16 sierpnia 1991   | Francja            |                                  |
| Evaldas Šiškevicius                   | 30 grudnia 1988    | Litwa              | Sojasun (2013)                   |
| Grégoire Tarride                      | 10 lipca 1991      | Francja            |                                  |
| Martin Laas (1 sie–31 gru, stażysta)  | 15 września 1993   | Estonia            | Pro Immo Nicolas Roux (2015)     |
| Yoän Vérardo (1 sie–31 gru, stażysta) | 19 kwietnia 1993   | Francja            |                                  |
|                                       |                    |                    |                                  |
| Źródło: ProCyclingStats               |                    |                    |                                  |